# Chiesa del refettorio
La chiesa del refettorio (in ucraino Трапезна церква?, Trapezna cerkva; in russo Трапезная церковь?, Trapeznaja cerkov') è costituita dal refettorio e dall'antistante chiesa intitolata ai santi Antonio e Teodosio del monastero medievale di Pečers'ka Lavra a Kiev, la capitale dell'Ucraina. Nel refettorio i monaci della lavra si radunano per i pasti. La chiesa antistante il refettorio fu costruita tra il 1893 e il 1895, periodo nel quale il numero dei monaci residenti nel complesso monasteriale aveva superato il migliaio.
La robusta volta della chiesa incorpora alcuni aspetti dell'antica architettura bizantina. Le decorazioni interne della chiesa sono state progettate dall'architetto russo Aleksej Ščusev, con decorazioni in marmo in stile neorusso. I dipinti, sia nel refettorio che nella chiesa, risalgono invece agli inizi del XX secolo; realizzati dai pittori Ivan Jižakevyč e G. Popov contengono numerose influenze moderniste. In fondo al refettorio è situata l'area panoramica, che consente ai visitatori la vista delle Grotte Vicine e di quelle Lontane, del fiume Dnipro, e della parte occidentale di Kiev.